# عين حلوف (أولاد بوطيب)
عين حلوف هو دُوَّار يقع بجماعة المنزه، عمالة الصخيرات تمارة، جهة الرباط سلا القنيطرة في المملكة المغربية. ينتمي الدوّار لمشيخة أولاد بوطيب التي تضم 4 دواوير. يقدر عدد سكانه بـ 554 نسمة حسب الإحصاء الرسمي للسكان والسكنى لسنة 2004.

## روابط خارجية
- البوابة الوطنية للجماعات الترابية نسخة محفوظة 12 مارس 2018 على موقع واي باك مشين.
- المندوبية السامية للتخطيط